# Fosfatidilinositol diacilglicerol-liasa
En bioquímica, una fosfatidilinositol diacilglicerol-liasa (EC 4.6.1.13) es una enzima bacteriana que cataliza la reacción química:
1-fosfatidil-1D-mio-inositol {\displaystyle \rightleftharpoons } 1D-mio-inositol 1,2-fosfato cíclico+ 1,2-diacil-sn-glicerol
Por ello, esta enzima tiene un solo sustrato (1-fosfatidil-1D-mio-inositol) y dos productos (1D-mio-inositol 1,2-fosfato cíclico y 1,2-diacil-sn-glicerol).

## Etimología
Esta enzima pertenece a la familia de las liasas, específicamente a la clase de liasas de fósforo y oxígeno. El nombre sistemático de esta clase de enzimas es 1-fosfatidil-1D-mio-inositol 1,2-diacil-sn-glicerol-liasa o bien, son formadoras de 1d-mio-inositol-1,2-fosfato-cíclico. Otros nombres con los que se describe en la literatura incluyen:
- monofosfatidilinositol fosfodiesterasa,
- fosfatidilinositol fosfolipasa C,
- 1-fosfatidilinositol fosfodiesterasa,
- 1-fosfatidil-D-mio-inositol inositolfosfohidrolasa,
- 1-fosfatidil-1D-mio-inositol diacilglicerol-liasa
- formadora de fosfato cíclico
- formadora de 1,2-fosfato cíclico

Esta enzima participa en el metabolismo del inositol fosfato. Producidas por la bacteria Bacillus thuringiensis y expresada en la Escherichia coli. En animales se encuentra la actividad de esta enzima, principalmente realizada por la fosfolipasa C (EC 3.1.4.11).

## Estructura
Para fines de 2007, se habían dilucidado dos tipos de estructuras en el Banco de Datos de Proteínas (PDB), para esta clase de enzimas:
- PDB id: 1t6m, compuesta por dos cadenas y 296 residuos monoméricos.
- PDB id: 2or2, un probable mutante (un aminoácido de diferencia) que le confiere mejor sitios de anclaje proteicos.[4]

## Función
La fosfolipasa C bacteriana está involucrada en la patogenicidad del Bacillus produciendo alteraciones en al aparato digestivo de insectos susceptibles, permitiendo que el microorganismo se disemine por el resto del cuerpo causando ultimadamente la muerte del insecto. La fosfatidilinositol fosfolipasa C es inhibida en sistemas digestivos alcalinos.